# Quedate en casa
Quedate en casa fue un programa de televisión uruguayo emitido por Teledoce entre el 30 de marzo y el 6 de agosto de 2020. Conducido por Manuela da Silveira y Pablo Fabregat, el programa se estrenó debido a la pandemia de COVID-19, con la consigna de "quedarse en casa", y "cuidarse entre todos".

## Programa
Fue un programa de entretenimientos e interés general. Tiene varias secciones. Entre ellas se destacan:
- Cantando en casa:[3] un concurso de canto por la plataforma Skype, donde varias personas de todo el país participan, intentando ganar la competencia y llevarse el premio. Los resultados son elegidos por la votación del público, vía web.
- El show del chiste:[4] sección en donde diversos humoristas y comunicadores participan vía Skype, y allí comparten chistes, historias cómicas, etc. En la sección participan humoristas tales como Maximiliano de la Cruz, Sergio Gonal, Chiqui Abecasis, Pelusa, Jimena Márquez, Toti Ciliberto, entre otros.
- El último queda en pie:[5] en el concurso, doce personalidades participan del juego respondiendo preguntas (también vía Skype) con carteles con las letras A, B, C y D. Los participantes que responden incorrectamente se eliminan del juego y el último, queda en pie, y gana el premio final.

## Controversias
En un episodio de Cantando en casa, el coconductor Pablo Fabregat finalizaba el programa y daba a conocer el ganador del programa. Dio ganadora a Valentina Orsi, y sería eliminada Guadalupe Romero, por menos de 3 por ciento de diferencia de los votos. La coconductora Manuela da Silveira lo corrigió diciendo "lo dijiste al revés", ya que el conductor había dado erróneamente los resultados, y quien era la eliminada finalmente fue Valentina Orsi.
Orsi pidió la palabra y dijo que ya conocía los resultados, dado que la producción erróneamente publicó los resultados minutos antes: "Hicieron tremenda trampa para las personas que me votaron, el programa es una mierda" sentenció Orsi y se desconectó.